# Манчестерский тарт
Манчестерский тарт (англ. Manchester tart) — традиционный английский сладкий пирог или тарт, состоящий из песочного теста, с малиновым вареньем (джемом), заварным кремом, посыпанный кокосовой стружкой и украшенный коктейльной вишней («вишней Мараскино»). Распространённый вариант, особенно в самом Манчестере, имеет слой тонко нарезанных бананов под заварным кремом.
Манчестерский пирог был одним из основных элементов школьного меню до середины 1980-х годов. В 1946 году в статье о любимых продуктах питания детей в Ист-Энде Лондона во время Второй мировой войны «Манчестерский пирог» вошёл в пятерку самых любимых блюд, уступив только блинам и консервированным фруктам, таким как ананас и ягода Логана.
Оригинальный манчестерский пирог — это вариация более раннего рецепта, манчестерского пудинга, который был впервые записан кулинарным автором викторианской эпохи Изабеллой Битон.
Пекарня Robinson’s Bakers (1864) в Фэйлзуорте, старейшая в Манчестере, позиционирует себя как зачинателя манчестерского тарта.